# Henry Mason (Regisseur)
Henry Mason (* 1974 in London, Großbritannien) ist ein in Österreich lebender und seit 1996 freischaffender Theaterautor, Schauspieler und Regisseur für Sprech- und Musiktheater.

## Herkunft und Ausbildung
Mason wurde 1974 in London geboren. Seine Eltern Jean und William Mason sind Opernsänger und ließen ihn und seinen jüngeren Bruder Orlando zweisprachig aufwachsen. Masons Vater ist Engländer, seine Mutter Neuseeländerin. Aufgewachsen ist Mason in London, Heidelberg, Würzburg und Linz. Seine Arbeitssprache – und seine zweite Muttersprache – ist deutsch.
Mason studierte von 1993 bis 1997 an der Universität von Exeter (Großbritannien) Theaterpraxis und Germanistik, welche er mit Auszeichnung abschloss.
Die Spannung zwischen der österreichischen/deutschen und der angelsächsischen Kultur ist eine seiner hauptsächlichen Inspirationsquellen.

## Beruflicher Werdegang
Die Schwerpunkte von Masons Theaterarbeit sind: Shakespeare; Theater für junges Publikum; Musiktheater und Musical. Neben seinen eigenen Stücken übersetzt und adaptiert Mason auch die Arbeiten anderer Autoren. Seine Inszenierungen und Engagements führten ihn u. a. zu den Salzburger Festspielen, an die Volksoper Wien, die Wiener Staatsoper, das Linzer Theater Phönix, das Theater der Jugend, das theaterspectacel Wilhering, die operklosterneuburg, das Landestheater Linz, das Stadttheater Klagenfurt und die Oper Dortmund, wo er 2006 Rossinis Der Barbier von Sevilla inszenierte.
Von 1996 bis 2005 war er Regisseur des freien Barockopernensembles Opera da Camera Linz („Agrippina“, „Acis and Galatea“ und „Ariodante“, Rameaus „Platée“, Monteverdis „Odysseus“ in eigenen Librettofassungen sowie Shakespeares „Verlorene Liebesmüh“ als barockes Singspiel). Von 1997 bis 2006 unterrichtete er u. a. in Exeter, an der Anton Bruckner Universität Linz (Schauspiel- und Opernschulen), an der Royal Scottish Academy for Music and Drama (RSAMD) in Glasgow. Mason war von 1999 bis 2001 Co-Leiter des freien Schauspielensembles TheaterUnser und inszenierte und spielte u. a. die Eigenproduktionen Wer die Krone kriegt nach den Königsdramen von William Shakespeare und Der Monddiamant, eine Adaption Masons des Romans von Wilkie Collins.
Das Shakespeareprojekt „His Majesty's Players“ wurde 2005 von ihm gegründet. Zu den Produktionen des Projekts zählen die Uraufführung von Down with Love (nach Venus and Adonis) am Theater Phönix, sowie ebenda 2007 seine Neuinszenierung von Die Komödie der Irrungen  und 2008 eine erfolgreiche Wandertheateraufführung von Wie es euch gefällt im Rahmen des Helfenberger Theaters in der Kulturfabrik folgte.
 Im Sommer 2006 wurde sein Sozialkomödie „Heiße Eisen“ nach dem Film The Full Monty von theater@work sehr erfolgreich in der Arbeiterkammer Linz aufgeführt und 2007 im Festsaal des Linzer Neuen Rathauses wiederaufgenommen.
Von 2007 bis 2009 war Mason künstlerischer Leiter des u\hof:, dem Theater für junges Publikum am Landestheater Linz. In der Saison 2007/2008 wurde am Linzer Landestheater u. a. Henry Masons Rock-Pop-Comic Candide oder der Optimismus aufgeführt, inszeniert von diesem als eine Reise durch die Weltgeschichte als Roadmovie nach dem satirischen Kurzroman von Voltaire. Im März 2009 hatte sein Stück Orestie: Die Brut in den Linzer Kammerspielen Premiere, in welchem er auch selber Regie führt. Der Text wurde von Mason frei nach der Orestie von Aischylos geschrieben. Seine letzte Produktion am Landestheater Linz war die erfolgreiche Revue Wir sind Linz, dem Interviews mit Linzer Jugendlichen zugrunde lagen.
Im Jahr 2008 begann sich Mason mit systemischer Gruppen- und Konstellationsarbeit zu beschäftigen. Seine Lehrerin war Marlis Grzymek-Laule.
Von September 2009 bis August 2012 war Mason Oberspielleiter am Theater der Jugend in Wien, dem größten Theater für junges Publikum in Europa, unter der Intendanz von Thomas Birkmeir. In der Spielzeit 2009/10 inszenierte Mason dort Neil Bartletts Adaption von Charles Dickens Große Erwartungen sowie eine neue Musicalfassung von Carlo Collodis Pinocchio. 2010/11 folgten drei Arbeiten, für die Mason für den Nestroy-Theaterpreis in der Kategorie Spezialpreis nominiert wurde: das Musical „Just so“ von George Stiles und Anthony Drewe, Patrick Barlows Komödie Die 39 Stufen nach dem Film von Alfred Hitchcock und Masons eigene Übersetzung von William Shakespeares Cymbeline.
2011/2012 inszenierte Mason am Theater der Jugend unter anderem seine eigene Musical-Adaption von Lewis Carrolls Alice im Wunderland, die er zusammen mit dem deutschen Musicalkomponist Thomas Zaufke schrieb. Im Sommer 2012 inszenierte Mason im Rahmen des Theaters in der Kulturfabrik Helfenberg (dessen künstlerische Leitung er von 2011 bis 2018 gemeinsam mit den Regisseuren John F. Kutil und Brigitta Waschnig verantwortete) erneut ein Spätwerk von Shakespeare, „Das Wintermärchen“. Das Leitungsteam dieser Produktion wurde mit dem Bühnenkunstpreis des Landes Oberösterreich 2012 ausgezeichnet.
Seit Herbst 2012 arbeitet Mason erneut als freier Regisseur und Autor, obwohl er weiterhin eng mit dem Theater der Jugend zusammenarbeitete; in der Spielzeit 2012/13 inszenierte er dort Phil Porters Adaption von Tim Bowlers Roman Starseeker sowie Stuart Patersons Adaption von Rudyard Kiplings Dschungelbuch.
Im Sommer 2013 debütierte er bei den Salzburger Festspielen und inszenierte im Residenzhof Shakespeares Sommernachtstraum in eigener Übersetzung. Das Mozarteumorchester Salzburg spielte dazu unter Leitung von Ivor Bolton die Schauspielmusik von Felix Mendelssohn Bartholdy. 2015 inszenierte er, wiederum im Rahmen der Salzburger Festspiele und ebenfalls in seiner eigenen Übersetzung, eine Neuproduktion der Komödie der Irrungen auf der Perner-Insel in Hallein. 2016 folgte u. a. Masons Debüt an der Wiener Staatsoper mit Johanna Doderers Kinderoper Fatima oder von den mutigen Kindern.
Während einer Regiepause in der Spielzeit 2016/2017 widmete sich Mason verstärkt seiner Autorenarbeit sowie seine Übersetzertätigkeit: In dieser Zeit entstanden u. a. Neuübersetzungen der Musicals Gypsy und Carousel ins Deutsche und Stella von Wolfgang Böhm und Peter Lund ins Englische.
Mason widmet sich als Autor und als Regisseur seit einigen Jahren verstärkt dem Musical. 2018 inszenierte er Carousel an der Wiener Volksoper, wo er schon 2014 mit Der Zauberer von Oz reüssiert hatte; 2019 wurde die Uraufführung des Musicals Der Hase mit den Bernsteinaugen nach dem gleichnamigen Buch von Edmund de Waal, eine Auftragsarbeit des Landestheaters Linz, die er mit Komponisten Thomas Zaufke schrieb, von Kritik und Publikum akklamiert. Das Stück gewann den Deutschen Musical Theater Preis 2019 in der Kategorie "Bestes Musical", sowie in drei weiteren Kategorien: Beste Komposition – Thomas Zaufke, Bestes Arrangement – Markus Syperek und Beste Liedtexte – Henry Mason.
Masons Musicals, Musicalübersetzungen und Kinderstücke liegen beim Verlag Felix Bloch Erben vor.

## Veröffentlichungen (Auswahl)
- Erzählt um euer Leben, Essays über Shakespeare, Geschichtenerzählen und (Kinder)Theater. edition philosophisch-literarische reihe, 2002, ISBN 3-85483-027-0.
- Jäzz & Jäzzica, ein Jäzzical für Menschen ab 6. Theaterstückverlag.
- Die Insel. harlekin verlag (Kinderstück nach William Shakespeares Sturm)
- Orestie: Die Brut. Schauspiel für alle ab 16 nach Aischylos. Kaiser Verlag.
- Alice im Wunderland. Musical nach Lewis Carroll, Musik von Thomas Zaufke. Verlag Felix Bloch Erben
- Die Sommernachtsträumer. Schauspiel für Kinder. Verlag Felix Bloch Erben
- Die automatische Prinzessin. Schauspiel für Kinder. Verlag Felix Bloch Erben
- Wie man Götter dämmert. Schauspiel/Eigenproduktion. UA Theater in der Kulturfabrik Helfenberg
- Kuno kann alles. Schauspiel für Kinder. Verlag Felix Bloch Erben
- Jannik und der Sonnendieb. Schauspiel für Kinder. Stückauftrag für das Stadttheater Klagenfurt
- Der Hase mit den Bernsteinaugen. Musical nach dem gleichnamigen Buch von Edmund de Waal, Musik von Thomas Zaufke. Stückauftrag für das Landestheater Linz. Theaterverlag Felix Bloch Erben.
- Die Königinnen. Musicalthriller über Maria Stuart und Elisabeth I., Musik von Thomas Zaufke, 2024

## Auszeichnungen
- 1998 Bühnenkunstpreis des Landes Oberösterreich gemeinsam mit Joachim Rathke für das Sommertheater in einer Scheune des Stiftes Wilhering
- 2012  Nestroy-Theaterpreis-Nominierung (Kategorie Spezialpreis): für seine Inszenierungen am Theater der Jugend Wien von „Just so“  von George Stiles und Anthony Drewe nach Rudyard Kipling, „Die 39 Stufen“ von Patrick Barlow nach Alfred Hitchcock und „Cymbelin“ von William Shakespeare, in der Fassung von Henry Mason.
- 2012 Bühnenkunstpreis des Landes Oberösterreich für die Inszenierung von Shakespeares Das Wintermärchen beim Theater in der Kulturfabrik Helfenberg (mit dem Leitungsteam William Mason, Franz Flieger Stögner und Anna Katharina Jaritz)
- 2019 Deutscher Musical Theater Preis in den Kategorien Beste Liedtexte und Bestes Musical (mit Thomas Zaufke und dem Landestheater Linz).